# Frida (film)
Frida je americko-kanadský film z roku 2002, který zachycuje profesní a soukromý život surrealistické mexické malířky Fridy Kahlo, kterou hraje Salma Hayek. Jejího manžela Diega Riveru ztvárnil Alfred Molina. Film režírovala Julie Taymor.

## Děj
Film začíná těsně před nehodou Fridy Kahlo, kterou utrpěla ve věku 18 let, když se trolejbus srazil s autobusem, ve kterém jela. Fridu probodla kovová tyč a následky zranění, tedy chronické bolesti, ji trápily po celý zbytek jejího života. Její otec jí přináší plátno, na kterém začíná malovat. V průběhu filmu se objevují scény, ve kterých se prolínají skutečné Fridiny obrazy s realitou.

## Obsazení
| Salma Hayek             | Frida Kahlo              |
| Alfred Molina           | Diego Rivera             |
| Geoffrey Rush           | Lev Davidovič Trockij    |
| Mía Maestro             | Cristina Kahlo           |
| Ashley Judd             | Tina Modotti             |
| Antonio Banderas        | David Alfaro Siqueiros   |
| Edward Norton           | Nelson Rockefeller       |
| Diego Luna              | Alejandro Gonzalez Arias |
| Margarita Sanz          | Natalija Sedova          |
| Patricia Reyes Spíndola | Matilde Kahlo            |
| Roger Rees              | Guillermo Kahlo          |
| Valeria Golino          | Guadalupe Marín          |
| Omar Rodriguez          | André Breton             |
| Felipe Fulop            | Jean van Heijenoort      |
| Saffron Burrows         | Gracie                   |
| Karine Plantadit        | Josephine Baker          |